# 灰头椋鸟
灰头椋鸟（学名：Sturnia malabarica）又名栗尾椋鳥，为椋鸟科亚洲椋鸟属的鸟类。分布于印度、不丹、尼泊爾、孟加拉、缅甸、泰国、寮國、越南、臺灣以及中国大陆的西藏、四川、贵州、云南、广西等地，常见于河谷边木棉树上或榕树上以及营巢于树洞中。種名意指该物种的模式产地，即印度西南部的馬拉巴爾海岸。
灰頭椋鳥在臺灣為外來種，族群在2015年後大量增加，成為都會優勢物種。

## 亚种
- 灰头椋鸟指名亚种（学名： (Gmelin, 1789)）。分布于印度以及中国大陆的西藏等地。该物种的模式产地在印度马拉巴尔海岸。[4]
- 灰头椋鸟西南亚种（学名： (Jerdon, 1862)）。在中国大陆，分布于四川、云南、广西等地。该物种的模式产地在缅甸德耶謬。[5]